# 联合国旅游组织
联合国旅游组织，原称世界旅遊組織（英語：World Tourism Organization，縮寫UNWTO）是聯合國下15個專門機構之一，成立的宗旨是促進和發展旅遊事業以利於經濟發展，總部設在西班牙馬德里，現任秘書長是祖拉布·波洛利卡什维利。

## 歷史
联合国旅遊組織的前身為1934年成立的國際官方旅遊宣傳組織聯盟，其建基於1925年在海牙召開的國際官方旅遊協會大會，1946年倫敦召開了首屆國家旅遊組織國際大會，翌年巴黎舉行第二屆大會，正式成立官方旅遊組織國際聯盟。1969年聯合國大會批准將其改為政府間組織，1975年改為世界旅遊組織，2018年被納入聯合國體系之內。
2022年4月2日，由於俄羅斯入侵烏克蘭，世界旅游组织宣布暂停俄罗斯会籍，同日俄罗斯宣布退出该组织。
2024年1月23日，UNWTO宣布更名为UN Tourism。

## 架構

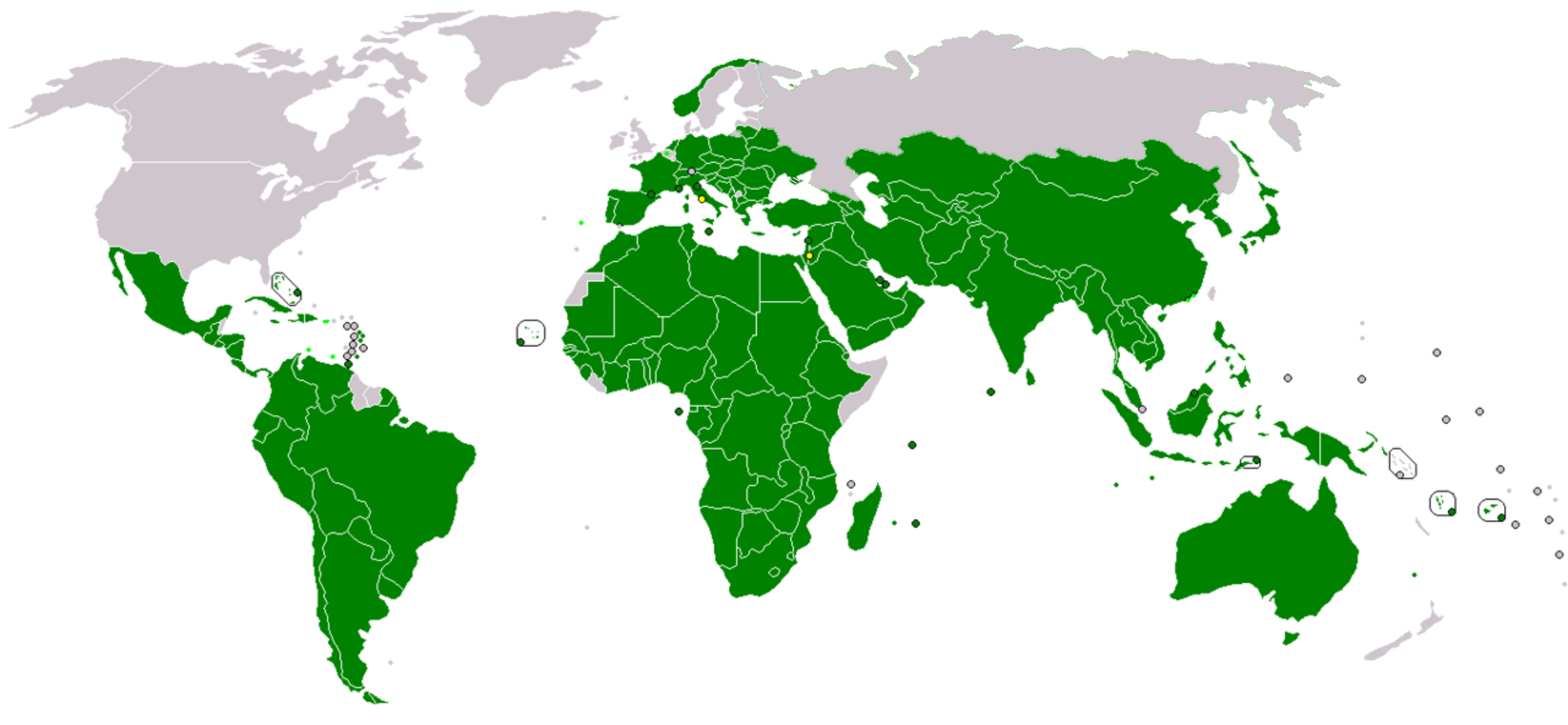
UNWTO成員國
UNWTO觀察員

旧标志

联合国旅遊組織成員分為正式成員、分支機構成員和附屬成員，共擁有154個成員國。組織機構包括全體大會、執行委員會、秘書處及地區委員會。全體大會，每兩年召開一次會議。執行委員會下設五個委員會，包括計劃和協調技術委員會、預算和財政委員會、環境保護委員會、簡化手續委員會、旅遊安全委員會。秘書處負責日常工作。地區委員會為非常設機構，分為非洲、美洲、東亞和太平洋、南亞、歐洲和中東6個地區，每年召開一次會議。

## 秘书长
| 姓名                         | 任職年限  |
| ---------------------------- | --------- |
| 罗伯特·罗纳蒂                | 1975–1985 |
| 威利巴尔德·帕赫尔            | 1986–1989 |
| 安东尼奥·恩里克斯·萨维尼亚克 | 1990–1996 |
| 弗朗切斯科·弗兰加里利        | 1997–2009 |
| 塔莱布·里法                  | 2010–2017 |
| 祖拉布·波洛利卡什维利        | 2018–     |

## 官方语言
联合国旅游组织的正式语言是阿拉伯文，中文，英文，法文，俄文和西班牙文。自2021年1月25日起，中文正式成为UNWTO官方语言。